# پانگشا
پانگشا (به لاتین: Pangsha) یک منطقهٔ مسکونی در بنگلادش است که در ناحیه راج‌باری واقع شده‌است. پانگشا ۴۱۴٫۲۴ کیلومتر مربع مساحت و ۳۱۶٬۷۵۲ نفر جمعیت دارد.